# Philadelphia Union 2012
Questa voce raccoglie le informazioni riguardanti il Philadelphia Union nelle competizioni ufficiali della stagione 2012.

## Organico

### Rosa 2012
| N. |                         | Ruolo | Calciatore        |
| -- | ----------------------- | ----- | ----------------- |
| 1  | Stati Uniti (bandiera)  | P     | Chris Konopka     |
| 3  | Stati Uniti (bandiera)  | D     | Chris Albright    |
| 4  | Mali (bandiera)         | D     | Bakary Soumaré    |
| 5  | Stati Uniti (bandiera)  | C     | Greg Jordan       |
| 6  | Stati Uniti (bandiera)  | A     | Conor Casey       |
| 7  | Stati Uniti (bandiera)  | C     | Brian Carroll     |
| 9  | Stati Uniti (bandiera)  | A     | Jack McInerney    |
| 10 | Colombia (bandiera)     | C     | Roger Torres      |
| 11 | Francia (bandiera)      | A     | Sébastien Le Toux |
| 12 | Stati Uniti (bandiera)  | A     | Aaron Wheeler     |
| 13 | Sierra Leone (bandiera) | C     | Michael Lahoud    |
| 14 | Stati Uniti (bandiera)  | C     | Amobi Okugo       |

| N. |                              | Ruolo | Calciatore          |
| -- | ---------------------------- | ----- | ------------------- |
| 15 | Stati Uniti (bandiera)       | C     | Gabriel Farfán      |
| 18 | Stati Uniti (bandiera)       | P     | Zac MacMath         |
| 20 | Stati Uniti (bandiera)       | C     | Jimmy McLaughlin    |
| 21 | Stati Uniti (bandiera)       | C     | Michael Farfán      |
| 22 | Stati Uniti (bandiera)       | C     | Leo Fernandes       |
| 23 | Messico (bandiera)           | A     | Cristhian Hernández |
| 25 | Stati Uniti (bandiera)       | D     | Sheanon Williams    |
| 26 | Trinidad e Tobago (bandiera) | C     | Keon Daniel         |
| 28 | Stati Uniti (bandiera)       | D     | Ray Gaddis          |
| 29 | Francia (bandiera)           | C     | Antoine Hoppenot    |
| 31 | Stati Uniti (bandiera)       | D     | Jeff Parke          |
| 44 | Stati Uniti (bandiera)       | C     | Danny Cruz          |